# Kim Kardashian: Hollywood
Kim Kardashian: Hollywood es un videojuego casual que se lanzó en iOS y Android en junio de 2014. En el juego, el objetivo del jugador es aumentar su fama y reputación, comenzando en la lista E y siendo la meta la lista A.

## Jugabilidad
En Kim Kardashian: Hollywood, los jugadores pretenden aumentar su reputación ganando fans para convertirse en celebridades de la lista A. Los jugadores pueden ganar más admiradores obteniendo trabajos de modelaje, actuación, apariciones en clubes, y saliendo en citas. Las acciones que se toman durante los trabajos y las fechas cuestan energía, que se recarga con el tiempo, pero le da dinero y experiencia al jugador. Al obtener puntajes altos en trabajos se obtenien más fanáticos, haciendo que el jugador suba de puesto en el ranking de celebridades. Aunque el juego es gratuito, el dinero en el juego y las «K-Stars», que se pueden usar para comprar ropa, accesorios o recargar tu energía, se pueden comprar por una tarifa, aunque es posible ver anuncios para recibir monedas K gratis o energía.

## Desarrollo
El CEO de Glu Mobile, Niccolo De Masi, primero se acercó a Kim Kardashian para crear un juego para móviles a principios de 2013, mientras estaba en Hollywood para negociar otros acuerdos no relacionados. La compañía quería hacer un juego de rol casual que «reutilizara los motores, pero que pudiera sumar atractivo popular» y consideró que Kardashian era «la mejor marca del mundo». Kardashian estuvo involucrada en el desarrollo del juego y se mantuvo en contacto regularamente por correo electrónico con De Masi. Según De Masi, «[Kardashian] aprobó todas las vestimentas [utilizadas en el juego], discutimos las características, discutimos eventos, actualizaciones, etcétera. Ha revisado todos los hitos [de producción], de alfa a beta».

## Lanzamiento
Kim Kardashian: Hollywood fue lanzado en iOS y Android el 27 de junio de 2014. En los primeros cinco días después de su lanzamiento, el juego ganó 1.6 millones de dólares.